# 小泉龍司
小泉 龍司（こいずみ りゅうじ、1952年〈昭和27年〉9月17日 - ）は、日本の政治家、大蔵官僚。自由民主党所属の衆議院議員（8期）。
法務大臣（第108代）、自由民主党選挙対策副委員長、同国際局長などを歴任。

## 来歴
埼玉県秩父市生まれ（現住所は深谷市上柴町東3丁目）。1975年、東京大学法学部第2類（公法コース）を卒業し、大蔵省に入省する（国際金融局総務課）。本省勤務の他、アメリカ合衆国コロンビア大学大学院の客員研究員も務めた。1996年4月、大蔵省を退官。

### 政界へ
1996年の第41回衆議院議員総選挙に埼玉11区から無所属で出馬。自由民主党前職の加藤卓二、無所属元職の田並胤明ら6人の候補が乱立する中、得票数3位で落選した（当選者は加藤卓二）。
2000年の第42回衆議院議員総選挙に再び埼玉11区から無所属で出馬し、自民党前職の加藤卓二を破り初当選した。同年11月、自由民主党に入党。2003年11月、第43回衆議院議員総選挙で再選。
2005年7月5日の郵政民営化法案の衆議院本会議における採決では、直前に自民党副幹事長の職を辞任した上で、反対票を投じた。このため、同年9月11日の第44回衆議院議員総選挙では自民党の公認を得られず無所属で出馬するが、自民党の公認を得た新井悦二に5千票弱の僅差で敗れ、落選した。その後、自民党を離党。
2009年8月の第45回衆議院議員総選挙では、同じく郵政造反組で元経済産業大臣の平沼赳夫が率いる平沼グループや連合埼玉の支援を受け、埼玉11区で自民党前職の新井悦二を破り、国政に復帰した。なお小泉が連合埼玉の支援を受けていたため、民主党は埼玉11区に候補者を擁立しなかった。選挙後、平沼赳夫、城内実、小泉の3人は衆議院の院内会派「国益と国民の生活を守る会」を結成した。2010年4月10日、平沼を中心に結党したたちあがれ日本には参加を見送った。たちあがれ日本の結党に伴い平沼が会派を離脱したため、国益と国民の生活を守る会の会長に就任した。
2011年7月、城内実が自民党に復党する意向を示し、自民党側も城内の復党に同意。このため「国益と国民の生活を守る会」は同年12月、民主党政権への危機感から早期の解散総選挙の実施を求め、衆議院の院内会派「自由民主党・無所属の会」への合流を決定し、解散した。ただし小泉自身の自民党への復党は認められず、2012年12月の第46回衆議院議員総選挙には埼玉11区から無所属で出馬。自民党は、埼玉11区に新人の今野智博を擁立したが、小泉がダブルスコアの大差で今野を破り、4選（今野も比例復活。民主党は前回に引き続き、候補者を擁立せず）。
2014年12月の第47回衆議院議員総選挙でも埼玉11区から無所属で出馬し、再び自民党の今野を破り、5選。選挙後、無所属のまま自民党の二階派に入会（特別会員）。
2017年10月の第48回衆議院議員総選挙には、10月4日付で自民党に復党した上で無所属で出馬。自民党の推薦を受け無所属で出馬した自民党所属の今野との3度目の対決を制し、6選。その後に自民党から追加公認を受けた。
2021年10月31日の第49回衆議院議員総選挙では2003年以来となる自民党公認候補として出馬し7選を果たした。

### 法務大臣
2023年9月13日発足の第2次岸田第2次改造内閣で法務大臣に就任し、初入閣。
同年10月、神戸学院大学教授の上脇博之は、自民党5派閥が政治資金パーティーの収入を2018～2021年分の政治資金収支報告書に計4168万円分を過少記載したとする告発状を東京地方検察庁に提出した。記載漏れの内訳は、清和政策研究会（安倍派）が1952万円、志帥会（二階派）が974万円、平成研究会（茂木派）が620万円、志公会（麻生派）が410万円、宏池政策研究会（岸田派）が212万円。11月18日、NHKが上脇の告発内容や東京地検特捜部が5派閥の担当者に任意の事情聴取を要請し、聴取を進めていることなどを報道。政治資金パーティーをめぐる裏金問題は全国的に知られるところとなった。
同年12月12日、小泉は参議院法務委員会で、所属する二階派の政治資金パーティーの販売ノルマを超えた分について、同派閥からキックバックを受けていたと答弁した。岸田文雄首相は安倍派一掃を目論み、12月14日に同派閥所属の閣僚4人、副大臣5人を事実上更迭した。12月19日、東京地検特捜部は安倍派と二階派の事務所への強制捜査を開始した。二階派に所属する2人の閣僚（小泉と自見英子）の去就に注目が集まったが、同日、岸田は両人について続投させると明言した。14日の人事との整合性が問われ、党内からは「ギャグなのかと思った」などの声が上がった。小泉は19日の記者会見で辞任する考えがあるのか問われても答えなかった。法務大臣は検事総長への捜査の指揮権を持つことから、今後の捜査に誤解を生じさせたくないとして、20日に二階派に退会届を提出し、受理された。
2024年9月に行われた自民党総裁選挙では上川陽子の選挙責任者を務めるとともに推薦人に名を連ねた。10月1日、内閣総辞職により、法務大臣を退任した。384日間の在任中、死刑執行を一度も行わなかった。1993年に後藤田正晴が法務大臣として死刑執行を再開して以降、死刑執行命令書に署名しないまま退任した法務大臣としては、最長在任記録である。

### 法務大臣退任後
同年10月27日の第50回衆議院議員総選挙で8選。

## 政策・主張

### 憲法
- 憲法改正について、2021年のNHK、毎日新聞社のアンケートで「賛成」と回答[31][32]。

- 9条改憲について、2014年の毎日新聞社のアンケートで「反対」と回答[33]。憲法9条への自衛隊の明記について、2021年のNHKのアンケートで「どちらかといえば賛成」と回答[31]。

- 憲法を改正し緊急事態条項を設けることについて、2021年の毎日新聞社のアンケートで「賛成」と回答[32]。

### 外交・安全保障
- 敵基地攻撃能力の保有について、2021年の毎日新聞社のアンケートで「賛成」と回答[32]。

- 普天間基地の辺野古移設をめぐる政府と沖縄県の対立をどう考えるかとの問いに対し、2021年の毎日新聞社のアンケートで「政府が埋め立てを進めるのはやむを得ない」と回答[32]。

- 徴用工訴訟などの歴史問題をめぐる日韓の関係悪化についてどう考えるかとの問いに対し、2021年の毎日新聞社のアンケートで「政府の今の外交方針でよい」と回答[32]。

- 日本による過去の植民地支配と侵略を認めて謝罪した「村山談話」の見直し論議について、2014年の毎日新聞社のアンケートで「見直すべきでない」と回答[33]。

- 従軍慰安婦に対する旧日本軍の関与を認めた「河野談話」の見直し論議について、2014年の毎日新聞社のアンケートで「見直すべきでない」と回答[33]。

### ジェンダー
- 選択的夫婦別姓制度の導入について、2021年のNHKのアンケートで「どちらかといえば賛成」と回答[31]。同年の毎日新聞社のアンケートで「賛成」と回答[32]。

- 同性婚を可能とする法改正について、2021年のNHKのアンケートで回答しなかった[31]。「同性婚を制度として認めるべきだと考るか」との同年の毎日新聞社のアンケートに対し「認めるべき」と回答[32]。2024年5月、参議院法務委員会で法務大臣として「多くの国民が理解した上で同性婚が認められれば、間違いなく幸せの量は増えると思う」と答弁した[34]。

- クオータ制の導入について、2021年のNHKのアンケートで「どちらかといえば賛成」と回答[31]。同年の毎日新聞社のアンケートで「賛成」と回答[32]。

### その他
- 「原子力発電への依存度について今後どうするべきか」との問題提起に対し、2021年のNHKのアンケートで「下げるべき」と回答[31]。

- 10％の消費税率について、2021年の毎日新聞社のアンケートで「当面は10％を維持すべき」と回答[32]。

- 森友学園への国有地売却をめぐる公文書改竄問題で、2021年5月6日、国は「赤木ファイル」の存在を初めて認めた[35]。しかし5月13日、菅義偉首相はファイルの存在を踏まえた再調査を行わない考えを報道各社に書面で示した[36]。9月の自民党総裁選挙で総裁に選出された岸田文雄も10月11日、衆議院本会議の代表質問で再調査の実施を否定した[37]。国の対応をどう考えるかとの同年の毎日新聞社のアンケートに対し、「これ以上、調査や説明は必要ない」と回答[32]。

- 「『道徳』を小中学校の授業で教え、子供を評価することに賛成か、反対か」との問いに対し、2014年の毎日新聞社のアンケートで「賛成」と回答[33]。

- 表現規制を推進する立場を取っており、マンガ・アニメ・ゲーム・映画の表現を規制する青少年健全育成基本法案の請願を国会に提出した[38]。

- 2011年6月2日の衆議院本会議における菅内閣不信任決議案の採決では、「被災者を置き去りにする政治空白は許されず、不信任案には反対だったが、菅首相の政治手法には疑問」として投票を棄権した[39]。

## 不祥事
- 日本共産党の機関紙しんぶん赤旗の報道によれば、2009年の第45回衆議院議員総選挙において、公職選挙法に抵触する、30人に弁当・お茶を提供していた[40]。

## 人物
- 2014年の第186回国会において、大臣、副大臣、政務官、補佐官、議長、副議長、委員長のいずれの要職にもついていなかったのみならず、質問、議員立法、質問主意書提出のいずれもなかったことが指摘された[41][42]

## 大蔵省同期
- 勝栄二郎（IIJ社長、財務事務次官、主計局長、大臣官房長、理財局長、大臣官房総括審議官。「10年に1度の大物次官」などと呼ばれた）
- 加藤治彦（国税庁長官、主税局長、国税庁次長、大臣官房審議官（主税局担当））
- 篠原尚之（国際通貨基金副専務理事、財務官、国際局長、国際局次長、大臣官房審議官（国際局、主税局担当））
- 南木通（独立行政法人国立印刷局長、東京税関長）

## 選挙歴
| 当落 | 選挙                   | 執行日         | 年齢 | 選挙区   | 政党       | 得票数     | 得票率 | 定数 | 得票順位 /候補者数 | 政党内比例順位 /政党当選者数 |
| ---- | ---------------------- | -------------- | ---- | -------- | ---------- | ---------- | ------ | ---- | ------------------ | ---------------------------- |
| 落   | 第41回衆議院議員総選挙 | 1996年10月20日 | 44   | 埼玉11区 | 無所属     | 3万7444票  | 18.62% | 1    | 3/6                | /                            |
| 当   | 第42回衆議院議員総選挙 | 2000年06月25日 | 47   | 埼玉11区 | 無所属     | 8万9084票  | 38.79% | 1    | 1/5                | /                            |
| 当   | 第43回衆議院議員総選挙 | 2003年11月09日 | 51   | 埼玉11区 | 自由民主党 | 12万3057票 | 63.87% | 1    | 1/3                | /                            |
| 落   | 第44回衆議院議員総選挙 | 2005年09月11日 | 52   | 埼玉11区 | 無所属     | 9万3008票  | 38.12% | 1    | 2/4                | /                            |
| 当   | 第45回衆議院議員総選挙 | 2009年08月30日 | 56   | 埼玉11区 | 無所属     | 17万1000票 | 70.67% | 1    | 1/3                | /                            |
| 当   | 第46回衆議院議員総選挙 | 2012年12月16日 | 60   | 埼玉11区 | 無所属     | 11万8916票 | 60.51% | 1    | 1/3                | /                            |
| 当   | 第47回衆議院議員総選挙 | 2014年12月14日 | 62   | 埼玉11区 | 無所属     | 10万636票  | 55.35% | 1    | 1/3                | /                            |
| 当   | 第48回衆議院議員総選挙 | 2017年10月22日 | 65   | 埼玉11区 | 無所属     | 8万8290票  | 46.38% | 1    | 1/4                | /                            |
| 当   | 第49回衆議院議員総選挙 | 2021年10月31日 | 69   | 埼玉11区 | 自由民主党 | 11万1810票 | 61.94% | 1    | 1/3                | /                            |
| 当   | 第50回衆議院議員総選挙 | 2024年10月27日 | 72   | 埼玉11区 | 自由民主党 | 9万1681票  | 58.07% | 1    | 1/3                | /                            |

## 職歴
- 1975年4月 - 大蔵省入省
- 1978年 - 主税局調査課外国調査第一係長心得[43]
- 1980年 - 大阪国税局洲本税務署長
- 1983年 - 国際金融局
- 1984年 - 内閣官房特命事項担当室
- 1986年 - 銀行局
- 1989年 - 大阪税関総務部長
- 1991年 - 銀行局総務課金融市場室長
- 1993年 - コロンビア大学大学院客員研究員
- 1995年 - 証券局総務課調査室長
- 1996年4月 - 大蔵省大臣官房付、依願退官
  - 10月 - 第41回衆議院議員総選挙で落選
- 2000年6月 - 第42回衆議院議員総選挙で当選
  - 11月 - 自由民主党入党
- 2003年11月 - 第43回衆議院議員総選挙で再選
- 2005年9月 - 第44回衆議院議員総選挙で落選、自民党離党
- 2009年8月 - 第45回衆議院議員総選挙で3選
  - 9月 - 院内会派「国益と国民の生活を守る会」に入会
- 2011年12月 - 院内会派「自由民主党・無所属の会」に入会
- 2012年12月 - 第46回衆議院議員総選挙で4選
- 2014年12月 - 第47回衆議院議員総選挙で5選、自民党二階派に入会
- 2017年10月 - 第48回衆議院議員総選挙で6選、自民党復党
- 2021年10月 - 第49回衆議院議員総選挙で7選
- 2023年9月 - 法務大臣
  - 12月 - 二階派を退会
- 2024年10月 -  第50回衆議院議員総選挙で8選

## 所属議員連盟
- 自民党たばこ議員連盟[44]
- 創生「日本」[45]
- 日中友好議員連盟[46]

## 著書
- 「日本の進路を拓く」（ライフリサーチ・プレス、1998年）